# Josefa Ahumada Camps
Josefa Ahumada Camps (El Canyamelar, ??? - Ibidem, 2003) va ser una política i filantropa valenciana. Va pertànyer a Acció Catòlica i durant tota la seua vida va participar activament en les confraries de la Setmana Santa Marinera. Va ser regidora de l'Ajuntament de València durant el règim franquista i de 1987 a 1991 pel partit polític Unió Valenciana.

## Biografia
Originaria del barri del Canyamelar. L'any 1965 va fundar el col·legi-llar de Nostra Senyora del Rosari en eixe mateix barri. Va presentar-se successivament des de la dècada dels anys 60 a les eleccions municipals de València pel terç familiar, però va ser a les eleccions municipals de València de 1970, on la seua candidatura fou anulada per les autoritats del moment en què va recurrir els resultats de la votació. Aquest recurs va fer que el poder judicial obligara a l'Ajuntament de València a repetir les eleccions. En aquelles eleccions municipals de València de 1971 va aconseguir l'acta de regidora, sent el candidat més votat dins del seu terç, transformant-se així en la primera dona regidora en l'etapa del franquisme. Com a regidora en temps de l'alcalde Vicente López Rosat va ocupar la regidoria de neteja i jardins. Ja amb en Miquel Ramon Izquierdo com a alcalde, va aconseguir ser tinent d'alcalde, i el 1976 va ser pregonera de la Setmana Santa Marinera, distinció que tornaria a tindre l'any 1989, també com a regidora de l'ajuntament. L'any 1977 va anar en les llistes d'Aliança Popular a les eleccions generals espanyoles de 1977, sense obtindre representació. A les eleccions municipals de València de 1987 va obtindre l'acta de regidora fins a 1991 en les llistes d'Unió Valenciana. El 1992 va ser nomenada "Canyamelera d'Honor 1992". Va faltar l'any 2003 a València.